# エリク・アンダース
エリク・アンダース（Eryk Anders、1987年4月12日 - ）は、アメリカ合衆国の男性総合格闘家。フィリピンのクラーク空軍基地出身。ファイト・レディMMA所属。元LFAミドル級王者。

## 来歴
母親がアメリカ空軍で働いていたため、フィリピンのクラーク空軍基地で生まれた。少年時代は日本やアメリカの各州を転々とする生活を送ったが、高校生になるとテキサス州サンアントニオに移り住み、アメリカンフットボールに打ち込んだ。
高校卒業後はカレッジフットボールの強豪校アラバマ大学に進学し、ラインバッカーとして活躍。2009年のBCSナショナル・チャンピオンシップ・ゲームでは、7タックルと1サック、ファンブルフォースを奪い、勝利に貢献した。大学卒業後、NFLのクリーブランド・ブラウンズと契約して入団した。
2011年から総合格闘技のトレーニングを始め、2012年にアマチュアデビュー。アマチュアで13勝3敗1分けの戦績を残す。2015年にプロデビューを果たした。

### Bellator
2016年10月21日、Bellator 162でブライアン・ホワイトと対戦。試合開始直後に左フックでダウンを奪い、わずか23秒でTKO勝ちを収めた。

### LFA
2017年6月23日、LFA 14の初代ミドル級王座決定戦でブレンダン・アレンと対戦し、3-0の判定勝ち。王座獲得に成功した。

### UFC
2017年7月22日、UFC on FOX 25でハファエル・ナタウと対戦。アレッシオ・デ・キリコの負傷欠場により、試合前週に急遽UFC初参戦が決まったが、1Rに左ストレートでKO勝ちを収めた。
2018年2月3日、UFC Fight Night: Machida vs. Andersでミドル級ランキング13位のリョート・マチダと対戦し、1-2の5R判定負け。キャリア初黒星を喫した。
2018年8月25日、UFC Fight Night: Gaethje vs. Vickでティム・ウィリアムズと対戦し、3R終了間際に左ハイキックでKO勝ち。パフォーマンス・オブ・ザ・ナイトを受賞した。
2018年9月22日、UFC Fight Night: Santos vs. Andersでチアゴ・サントスと対戦。側頭部に肘打ちをもらい続け、3R終了時にアンダースが立ち上がれなかったため、レフェリーストップによるTKO負け。敗れはしたものの、ファイト・オブ・ザ・ナイトを受賞した。
2018年12月8日、UFC 231でミドル級ランキング14位のイライアス・テオドロウと対戦し、1-2の判定負け。
2019年6月29日、UFC on ESPN: Ngannou vs. dos Santosでヴィニシウス・モレイラと対戦し、左ストレートでダウンを奪い、パウンドで1RKO勝ち。パフォーマンス・オブ・ザ・ナイトを受賞した。
2023年6月10日、UFC 289でマルク＝アンドレ・バリオーと対戦し、判定負け。敗れはしたものの、ファイト・オブ・ザ・ナイトを受賞した。

## 戦績
| 総合格闘技 戦績 | 総合格闘技 戦績 | 総合格闘技 戦績 | 総合格闘技 戦績 | 総合格闘技 戦績 | 総合格闘技 戦績 | 総合格闘技 戦績 |
| --------------- | --------------- | --------------- | --------------- | --------------- | --------------- | --------------- |
| 26 試合         | (T)KO           | 一本            | 判定            | その他          | 引き分け        | 無効試合        |
| 17 勝           | 10              | 1               | 6               | 0               | 0               | 1               |
| 9 敗            | 2               | 1               | 6               | 0               | 0               | 1               |

| 勝敗 | 対戦相手                       | 試合結果                                                     | 大会名                                                 | 開催年月日     |
| ×    | クリスチャン・リロイ・ダンカン | 1R 3:53 TKO（左スピニングバックエルボー→スタンドパンチ連打） | UFC on ESPN 72: Dolidze vs. Hernandez                  | 2025年8月9日   |
| ○    | クリス・ワイドマン             | 2R 4:51 TKO（パウンド）                                      | UFC 310: Pantoja vs. Asakura                           | 2024年12月7日  |
| ○    | ジェイミー・ピケット           | 5分3R終了 判定3-0                                            | UFC Fight Night: Rozenstruik vs. Gaziev                | 2024年3月2日   |
| ×    | マルク＝アンドレ・バリオー     | 5分3R終了 判定0-3                                            | UFC 289: Nunes vs. Aldana                              | 2023年6月10日  |
| ○    | カイル・ドーカス               | 2R 2:45 TKO（パウンド）                                      | UFC on ESPN 42: Thompson vs. Holland                   | 2022年12月3日  |
| ×    | パク・ジョンヨン               | 5分3R終了 判定1-2                                            | UFC Fight Night: Holm vs. Vieira                       | 2022年5月21日  |
| ×    | アンドレ・ムニス               | 1R 3:13 腕ひしぎ逆十字固め                                   | UFC 269: Oliveira vs. Poirier                          | 2021年12月11日 |
| ○    | ダレン・スチュワート           | 5分3R終了 判定3-0                                            | UFC 263: Adesanya vs. Vettori 2                        | 2021年6月12日  |
| ー   | ダレン・スチュワート           | 1R 4:37 ノーコンテスト（アンダースの反則の膝蹴り）           | UFC Fight Night: Edwards vs. Muhammad                  | 2021年3月13日  |
| ×    | クリストフ・ヨトゥコ           | 5分3R終了 判定0-3                                            | UFC on ESPN 8: Overeem vs. Harris                      | 2020年5月16日  |
| ○    | ジェラルド・マーシャート       | 5分3R終了 判定2-1                                            | UFC Fight Night: Joanna vs. Waterson                   | 2019年10月12日 |
| ○    | ヴィニシウス・モレイラ         | 1R 1:18 KO（左ストレート→パウンド）                          | UFC on ESPN 3: Ngannou vs. dos Santos                  | 2019年6月29日  |
| ×    | カリル・ラウントリー・ジュニア | 5分3R終了 判定0-3                                            | UFC 236: Holloway vs. Poirier 2                        | 2019年4月13日  |
| ×    | イライアス・テオドロウ         | 5分3R終了 判定1-2                                            | UFC 231: Holloway vs. Ortega                           | 2018年12月8日  |
| ×    | チアゴ・サントス               | 3R 5:00 TKO（レフェリーストップ）                            | UFC Fight Night: Santos vs. Anders                     | 2018年9月22日  |
| ○    | ティム・ウィリアムズ           | 3R 4:42 KO（左ハイキック）                                   | UFC Fight Night: Gaethje vs. Vick                      | 2018年8月25日  |
| ×    | リョート・マチダ               | 5分5R 判定1-2                                                | UFC Fight Night: Machida vs. Anders                    | 2018年2月3日   |
| ○    | マルクス・ペレス               | 5分3R 判定3-0                                                | UFC Fight Night: Swanson vs. Ortega                    | 2017年12月9日  |
| ○    | ハファエル・ナタウ             | 1R 2:54 KO（左ストレート）                                   | UFC on FOX 25: Weidman vs. Gastelum                    | 2017年7月22日  |
| ○    | ブレンダン・アレン             | 5分5R 判定3-0                                                | LFA 14: Allen vs. Anders 【LFAミドル級初代王座決定戦】 | 2017年6月23日  |
| ○    | ジョン・カーク                 | 1R 1:35 TKO（パウンド）                                      | LFA 6: Junior vs. Rodriguez                            | 2017年3月10日  |
| ○    | ブライアン・ホワイト           | 1R 0:23 TKO（左フック→パウンド）                             | Bellator 162: Shlemenko vs. Grove                      | 2016年10月21日 |
| ○    | ジェシー・グラン               | 1R 3:18 TKO（パンチ連打）                                    | Valor Fights 37: Grun vs. Anders                       | 2016年8月27日  |
| ○    | デカイレ・サンダース           | 1R 0:33 リアネイキドチョーク                                 | V3 Fights: Sanders vs. Anders                          | 2016年6月18日  |
| ○    | ギャリック・ジェームズ         | 3R 4:07 TKO（パウンド）                                      | Strike Hard Productions 42                             | 2016年5月14日  |
| ○    | デマーカス・シャープ           | 5分3R 判定3-0                                                | Southern Explosion 1                                   | 2015年10月10日 |
| ○    | ジョシュ・ラズベリー           | 1R 0:40 TKO（左フック→パウンド）                             | Strike Hard Productions 40                             | 2015年8月22日  |

## 獲得タイトル
- 初代LFAミドル級王座（2017年）

## 表彰
- UFC パフォーマンス・オブ・ザ・ナイト（2回）
- UFC ファイト・オブ・ザ・ナイト（2回）